# Rynek w Oświęcimiu
Rynek w Oświęcimiu – centralny plac Oświęcimia.

## Historia
Rynek został wymierzony podczas średniowiecznej lokacji miasta jako centralny punkt handlowy otoczony początkowo zabudową drewnianą. Przy rynku znajdowała się siedziba władz miejskich (postawiono ratusz z zegarem w XVI wieku) oraz najznaczniejsze mieszczańskie kamienice. Budynki drewniane pochłonęły pożary. Obecnie rynek otaczają murowane kamienice w większości z XIX wieku, a na płycie funkcjonują lokale gastronomiczne.
W 2009 r. wyburzona została „Tęcza” – pawilon handlowy z 1966 roku, wybudowany na niemieckim schronie przeciwlotniczym z okresu II wojny światowej. Wyburzenie „Tęczy” stojącej na środku Rynku rozpoczęte 26 listopada 2009 roku i prowadzone przez tydzień było przełomowym momentem, po którym rozpoczęto rewitalizację Rynku Głównego.
W maju 2014 r. zakończyła się modernizacja Rynku (koszt: 7,6 mln zł), w wyniku której przywrócono mu częściowo przedwojenny wygląd (brukowana nawierzchnia, zrekonstruowana studnia), który uzupełniono nowymi elementami (iluminacje, szklana płyta nad zachowanymi fragmentami murów pierwszego, XVI-wiecznego ratusza, podświetlana fontanna w części północno-wschodniej). Ślad po wyburzonym niemieckim bunkrze wyznacza metalowy otok. Na ławkach usytuowanych po obu stronach Rynku umieszczono tablice zawierające informacje o najważniejszych wydarzeniach w historii Oświęcimia. Otwarto tu także punkt informacji turystycznej. Nie odtworzono natomiast usuniętego przez Niemców pomnika św. Jana Nepomucena.

## Zabudowa
- dawny ratusz z lat 1872–1875
- Kamienica Ślebarskich (nr 14) z początku XIX wieku, w którym mieści się siedziba Sądu Rejonowego w Oświęcimiu
- kamienica pod numerem 11 z XIX wieku, przebudowana w czasie II wojny światowej w duchu Heimatstilu. Na przełomie XIX/XX wieku istniał w jej miejscu hotel „Herz”, w którym gościł m.in. Józef Piłsudski
- zabytkowa kamienica pod numerem 8
- pozostałości starego ratusza (podziemia)[1]

## Galeria zdjęć

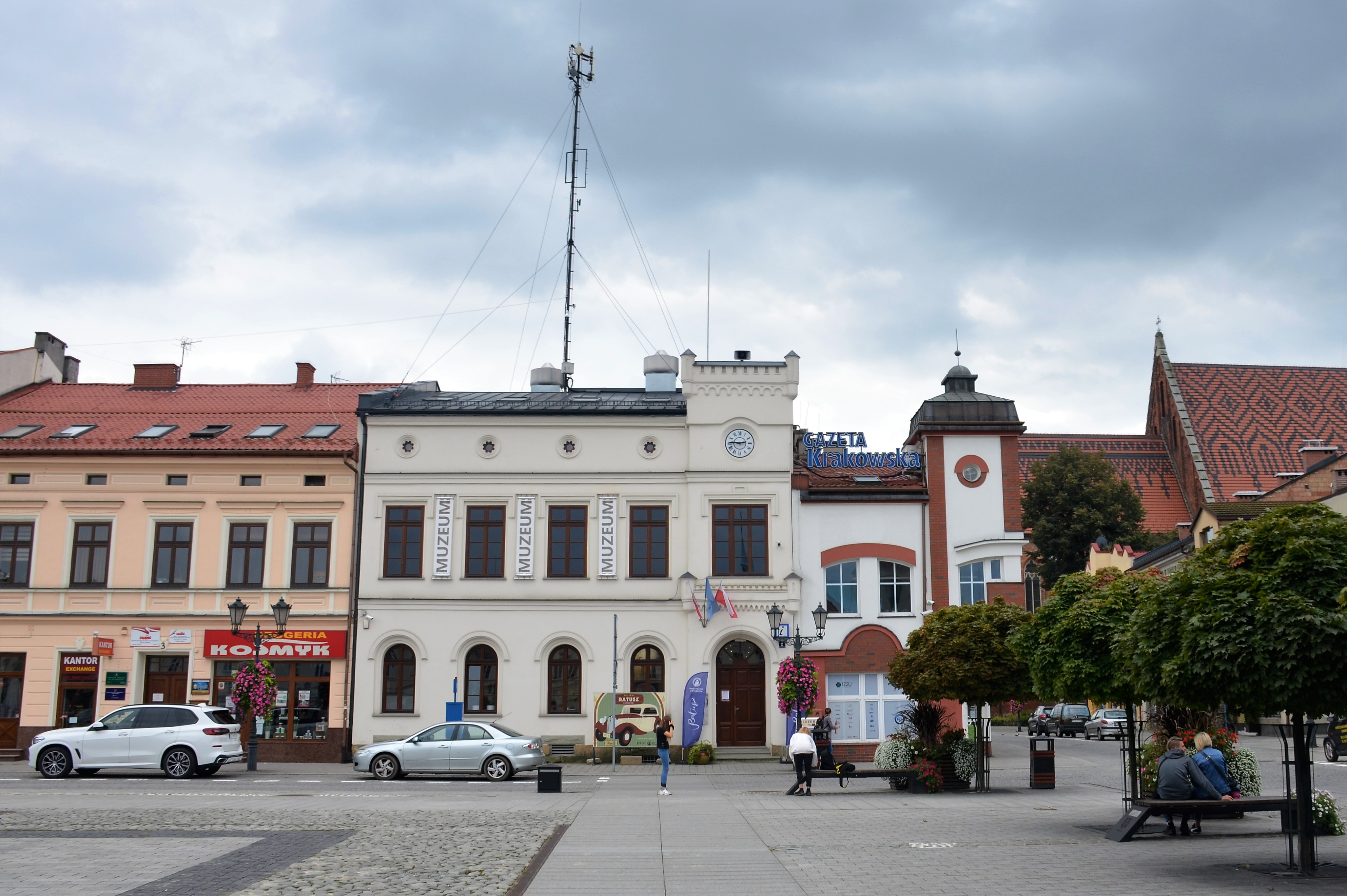
Ratusz (2021)
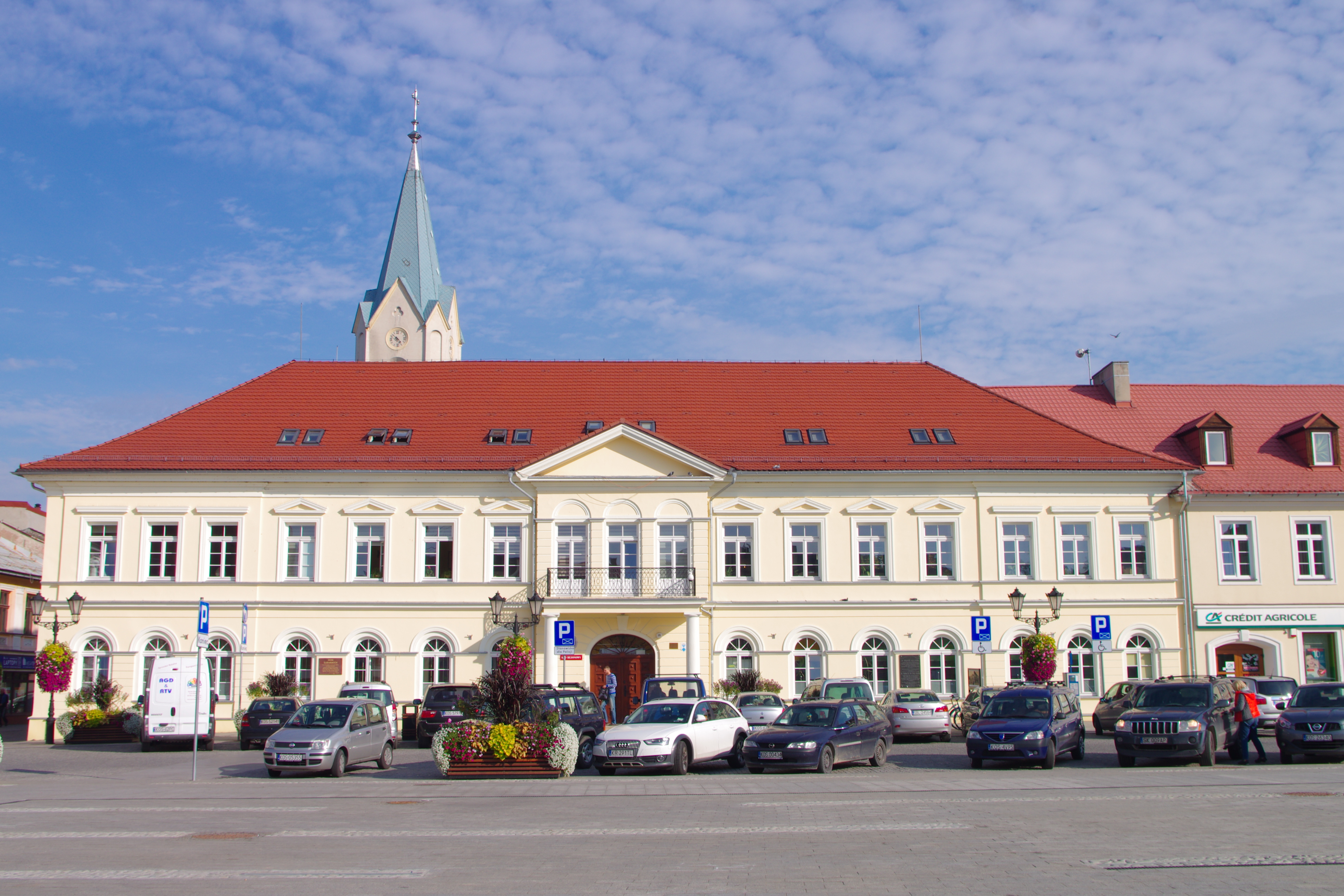
Kamienica Ślebarskich (2014)
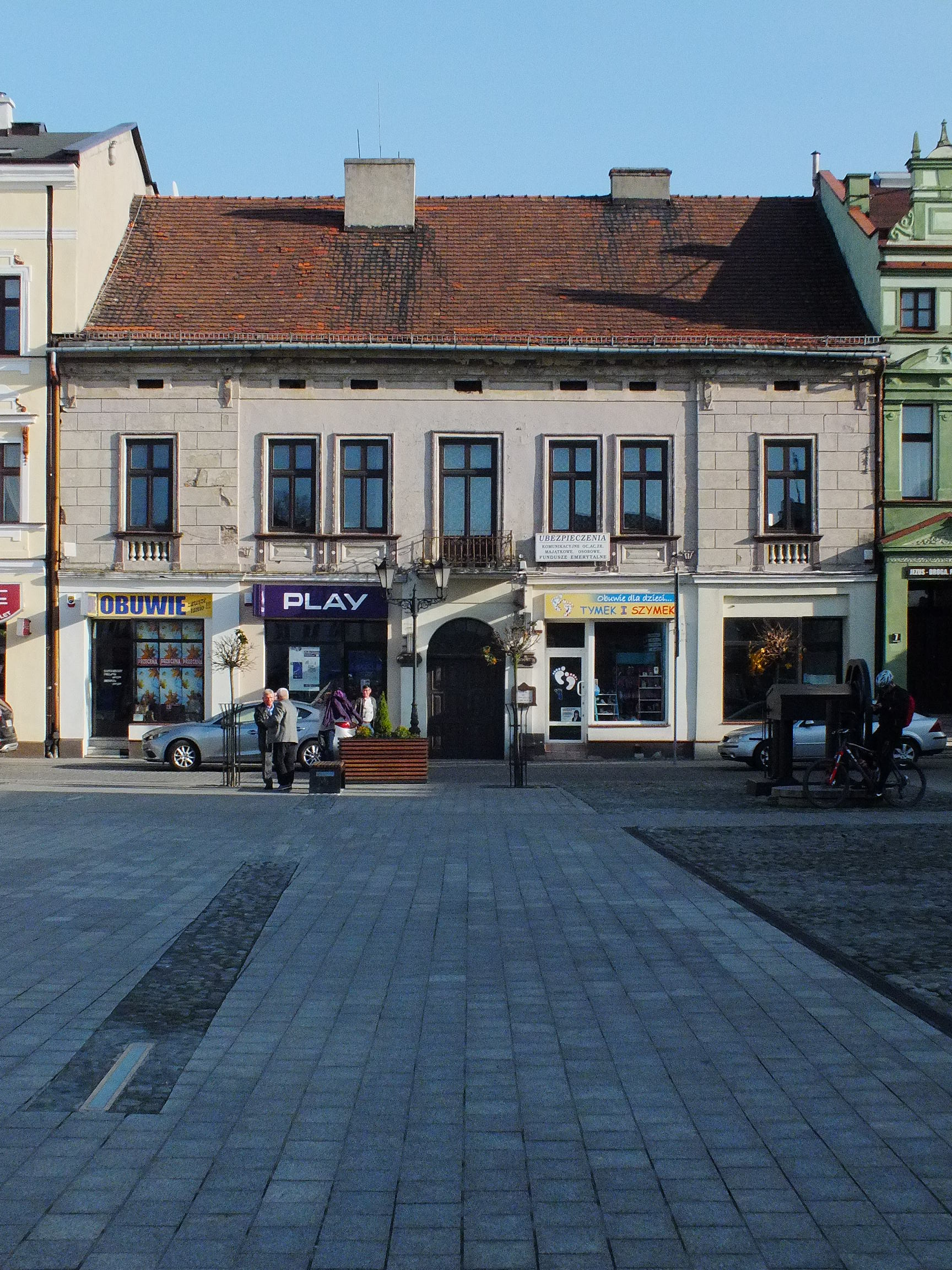
Kamienica pod numerem 8 (2014)
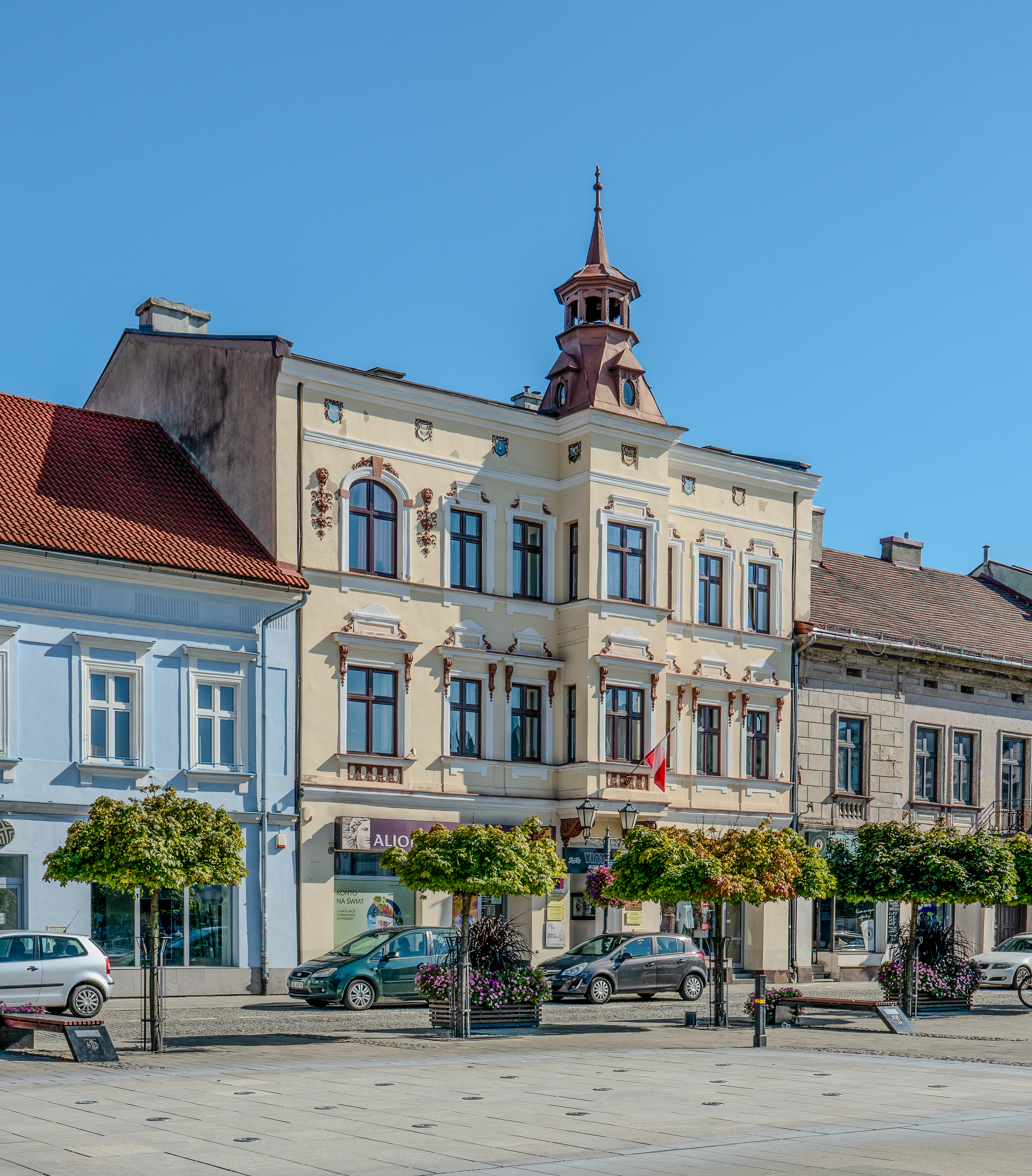
Kamienica pod numerem 9 (2024)
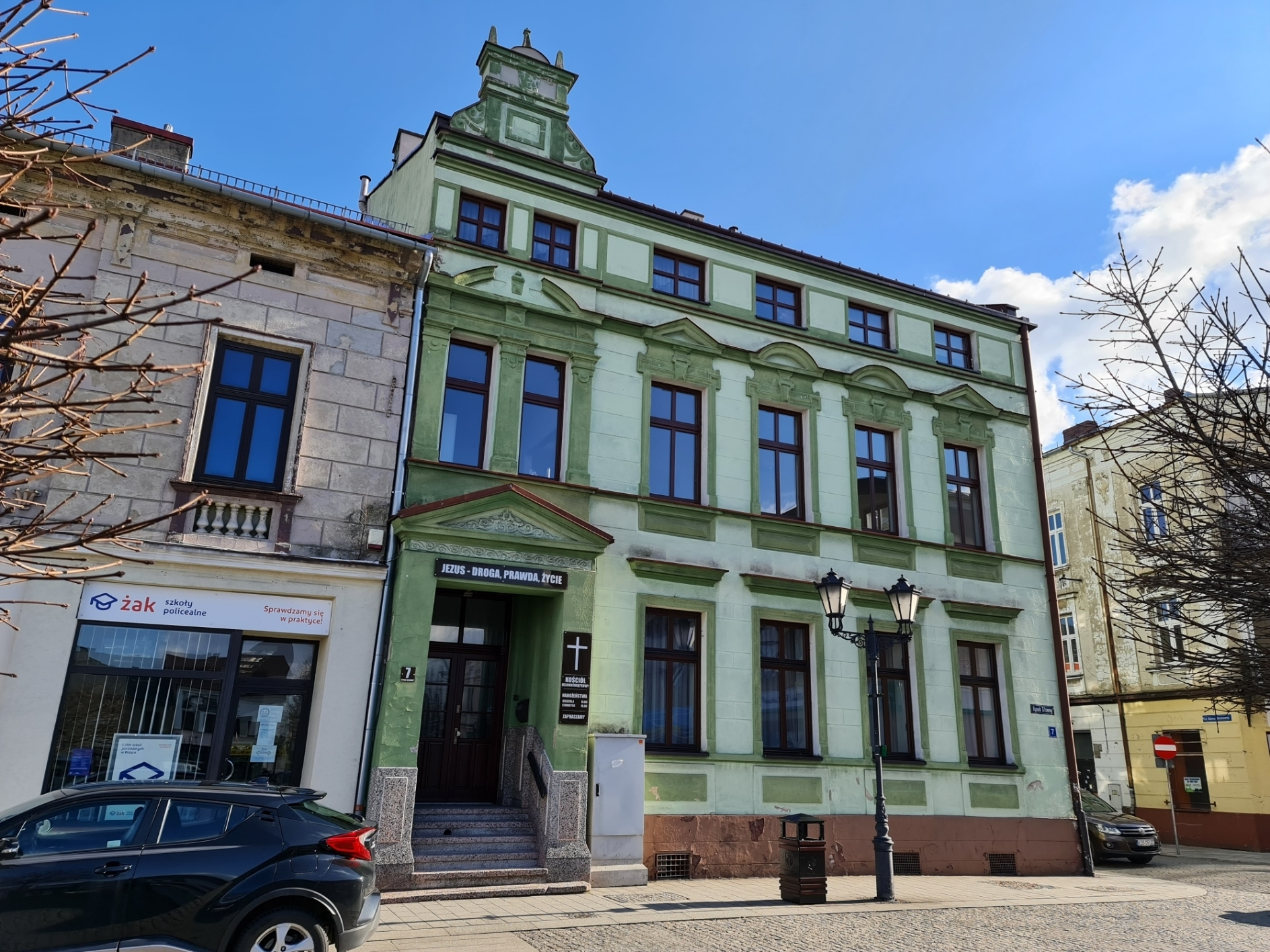
Kościół zielonoświątkowy (nr 7, 2022)